# Baltosidis
Baltosidis — викопний рід жуків родини сонечок (Coccinellidae), що існував у пізньому еоцені в Європі. Рештки представників родини виявлені у балтійському бурштині, що виявлений в околицях Гданська (Польща).

## Види
- Baltosidis damzeni
- Baltosidis damgaardi
- Baltosidis szadziewskii